# Aphyosemion calliurum
Aphyosemion calliurum е вид лъчеперка от семейство Nothobranchiidae. Видът не е застрашен от изчезване.

## Разпространение и местообитание
Разпространен е в Бенин, Камерун и Нигерия.
Обитава сладководни басейни, крайбрежия и потоци.

## Описание
На дължина достигат до 5 cm.